# Schiller (progetto musicale)
Schiller è il principale progetto musicale che fa capo a Christopher von Deylen, un compositore di musica elettronica tedesco il quale produce musica che può essere considerata trance e ambient. Anche se non canta nei suoi brani, collabora con numerosi artisti del panorama musicale, che intervengono nei brani stessi: Peter Heppner, Tarja Turunen, Kim Sanders, Maya Saban, miLù, Sarah Brightman, Moya Brennan, Alexander Veljanov, Lang Lang, Mike Oldfield e Adam Young.
Il nome dato al progetto deriva da uno degli artisti preferiti da von Deylen, Friedrich Schiller.
L'album intitolato Weltreise (tedesco per "Viaggio mondiale") è stato ispirato da un viaggio on the road fatto da Deylen in compagnia del padre seguendo un itinerario da Londra a Pechino durato due mesi.
Il quarto album di Schiller si chiama Tag Und Nacht (Giorno e Notte). È stato realizzato in Germania dalla Universal Music nell'autunno del 2005.
Il sesto album inedito denominato Sehnsucht (Desiderio) è stato preannunciato nel dicembre del 2007 e, dalla sua uscita avvenuta il 22 febbraio 2008, ne ha registrato la vendita di oltre 100,000 copie consenstendo all'artista germanico, di ottenere numerose certificazioni.
Nel 2005 molte sue produzioni vengono impiegate per la colonna sonora del documentario Paolo Maldini - il film, basato sulla carriera dello storico difensore del Milan, Paolo Maldini.

## Discografia
I titoli originari tedeschi hanno lasciato spazio, in alcuni paesi (ad esempio negli Stati Uniti) ai titoli tradotti nella lingua locale, a causa della non facile pronuncia di alcuni di essi.
La traduzione in italiano è tra parentesi.

### Album in studio
- 1999 – Zeitgeist (Spirito del tempo)
- 2001 – Weltreise (Viaggio)
- 2003 – Leben (Vita)
- 2005 – Prologue (Prologo)
- 2005 – Tag Und Nacht (Giorno e Notte)
- 2008 – Sehnsucht (Desiderio)
- 2009 – Sehnsucht 2 (Desiderio)
- 2010 – Atemlos (Senza fiato)
- 2010 – Lichtblick (Raggio di speranza, cd + dvd Atemlos Live)
- 2012 – Sonne (Sole)
- 2013 – Opus
- 2014 – Sun (Chill Out Edition)
- 2016 – Future
- 2019 - Morgenstund (Mattina)

### Album dal vivo
- 2004 – Live ErLeben
- 2004 – Live ErLeben - Die Einlassmusik
- 2004 – Live ErLeben - Die Einlassmusik 2
- 2006 – Tag Und Nacht Auf Tour - Die Einlassmusik 3
- 2006 – Tagtraum
- 2008 – Die Einlassmusik 4
- 2008 – Die Einlassmusik 5
- 2008 – Sehnsucht Live
- 2010 – Atemlos Live
- 2010 – Atemlose Klangwelt
- 2010 – Die Einlassmusik 6
- 2011 – Die Einlassmusik 7 - Klangwelten
- 2012 – Die Einlassmusik 8
- 2012 – Die Einlassmusik 9
- 2013 – Sonne Live
- 2013 – Die Einlassmusik 10 - Klangwelten
- 2014 – Symphonia
- 2016 – Zeitreise Live
- 2016 – Die Einlassmusik 11
- 2016 – Die Einlassmusik 12
- 2017 – Die Einlassmusik 13
- 2017 – Die Einlassmusik 14

### Raccolte
- 2011 – Timeline (The Very Best Of 1998-2011)
- 2016 – Zeitreise (Viaggio nel tempo) - The best of

### Singoli
- 1998 – Das Glockenspiel (Il gioco delle campane)
- 1999 – Liebesschmerz (La paura degli amanti)
- 1999 – Ruhe (Pace)
- 2000 – Ein Schöner Tag (Un bel dì, da Butterfly di Giacomo Puccini)
- 2001 – Dream of You (Sognando te, con Peter Heppner)
- 2001 – Dancing With Loneliness (Danzando con la solitudine, con Kim Sanders)
- 2003 – Liebe (Amore, con Mila Mar)
- 2003 – Leben... I Feel You (Vita... Ti sento, con Peter Heppner)
- 2005 – Die Nacht... Du Bist Nicht Allein (La notte... Non sei da solo, con Thomas D.)
- 2006 – Der Tag... Du Bist Erwacht (Il giorno... Sei sveglio, con Jette Von Roth)
- 2007 – Tired of being alone (Stanco di essere solo, con Tarja Turunen)
- 2008 – Sehnsucht (Desiderio, con Xavier Naidoo)
- 2008 – Let Me Love You (Lascia che ti ami, con Kim Sanders)
- 2008 – Time For Dreams (Tempo per sognare, con Lang Lang)
- 2008 – You (Te, con Colbie Caillat)
- 2010 – Try (Prova, con Nadia Ali)
- 2019 – Morgentstund (con Nena)
- 2019 – In between (con Jan Blomqvist)
- 2019 – Das goldene tor (con Yalda Abbasi)
- 2019 – Universe (con Tricia McTeague)

### Videografia

#### DVD
- 2001 – Weltreise - Die DVD
- 2004 – Leben - Die DVD
- 2004 – Live ErLeben
- 2006 – Tagtraum (doppio DVD + CD audio)
- 2008 – Sehnsucht Live (doppio DVD)